# Glaucocharis lepidella
Glaucocharis lepidella là một loài bướm đêm trong họ Crambidae.